# 위리외 킬피넨

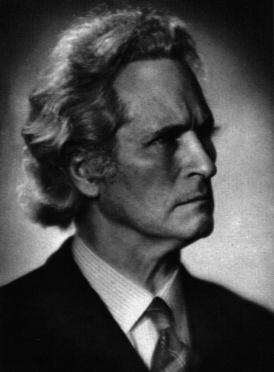

위리외 킬피넨(핀란드어: Yrjö Kilpinen, 1892년 2월 4일~1959년 3월 2일)은 핀란드의 볼프라고도 하는 가곡 작곡가이다. 헬싱키 음악원을 졸업한 후 베를린과 빈에서 배웠으며 낭만적인 800곡 이상의 가곡을 썼다. 19세기 후반에 겨우 핀란드어로 된 문학작품이 등장했을 뿐인 이 나라에 다수의 핀란드어 시로 된 가곡을 작곡한 것은 주목할 만한 일이며, 1948년 핀란드 학사원 회원이 되었다. 이 밖에 스웨덴어와 독일어의 시를 가곡으로 작곡한 것과 피아노곡 등이 있다.